# Jan van Kessel el Viejo

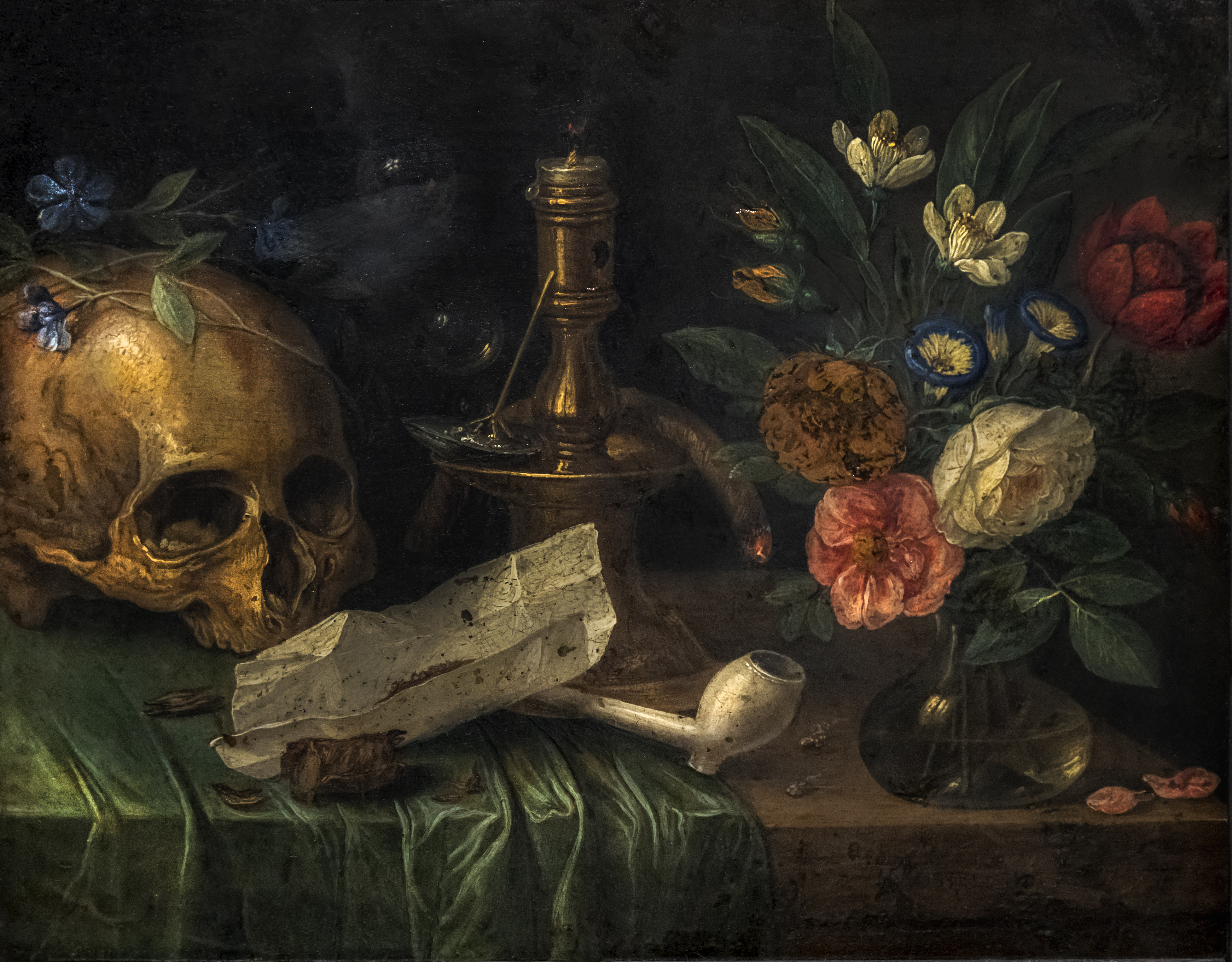
Vanitas con una calavera, Museo de las Artes Decorativas de París.

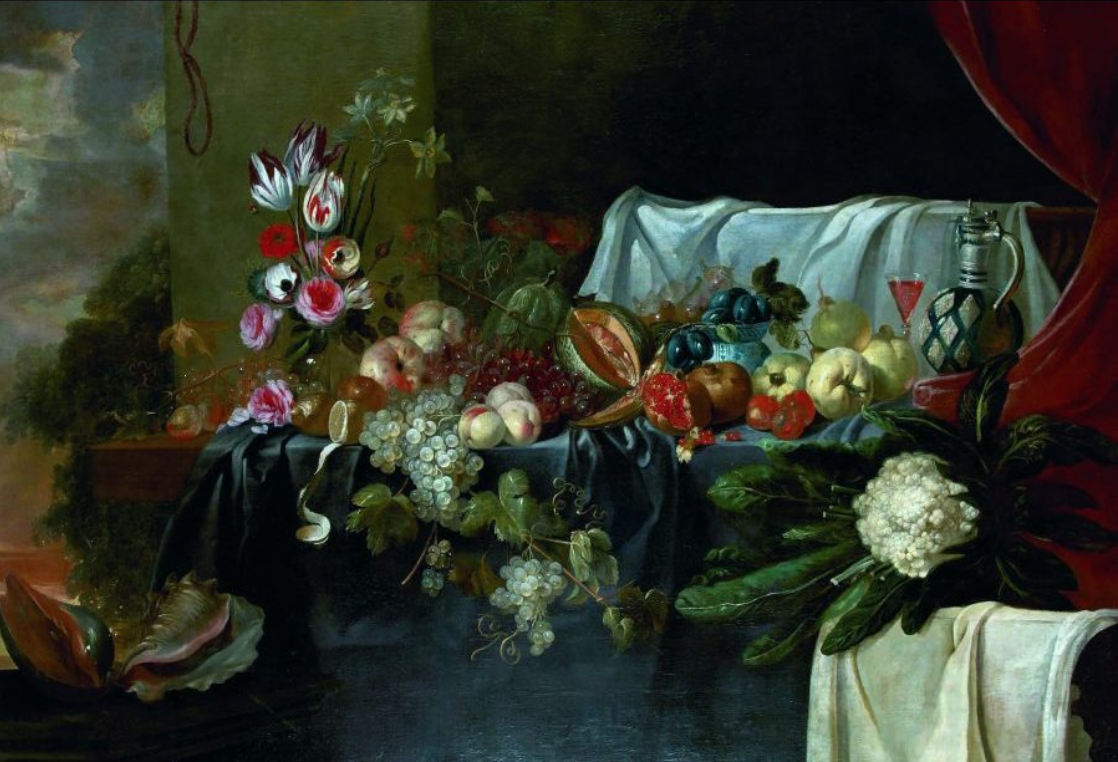
Naturaleza muerta, óleo sobre lienzo, 129x185 cm Museo de Bellas Artes de Valencia.

Jan van Kessel (Amberes, 1626-1679) pintor flamenco de naturalezas muertas, padre de otro pintor con su mismo nombre establecido en España donde se le conoce como Jan van Kessel, el Mozo.
Ingresó como miembro del gremio de San Lucas de Amberes en 1645. Su obra es continuadora del arte de su abuelo Jan Brueghel el Viejo (1568-1625), bajo la influencia de Daniel Seghers (1590-1661).